# هينامتسوري
هينامتسوري (雛祭り هينا-متسوري) ويسمى أيضًا مهرجان الخَوخ أو يوم الدمى أو يوم الفتيات ، وهو يوم مُميز وعطلة دينية في الشنتو اليابانية.  يُحتفل به في اليوم الثالث من شهر مارس من كل عام،  تُعرض فيه منصات مُغطاة بالسجاد الأحمر و يُضع عليها مجموعة من دُمى الزينة (雛人形 hina-ningyō) يُجسّد فيها مجموعة من إباطرة اليابان و شخصيات يابانية عاصروا فترة هيان بلباس الجونيهيتويه .  :52

## الأصل

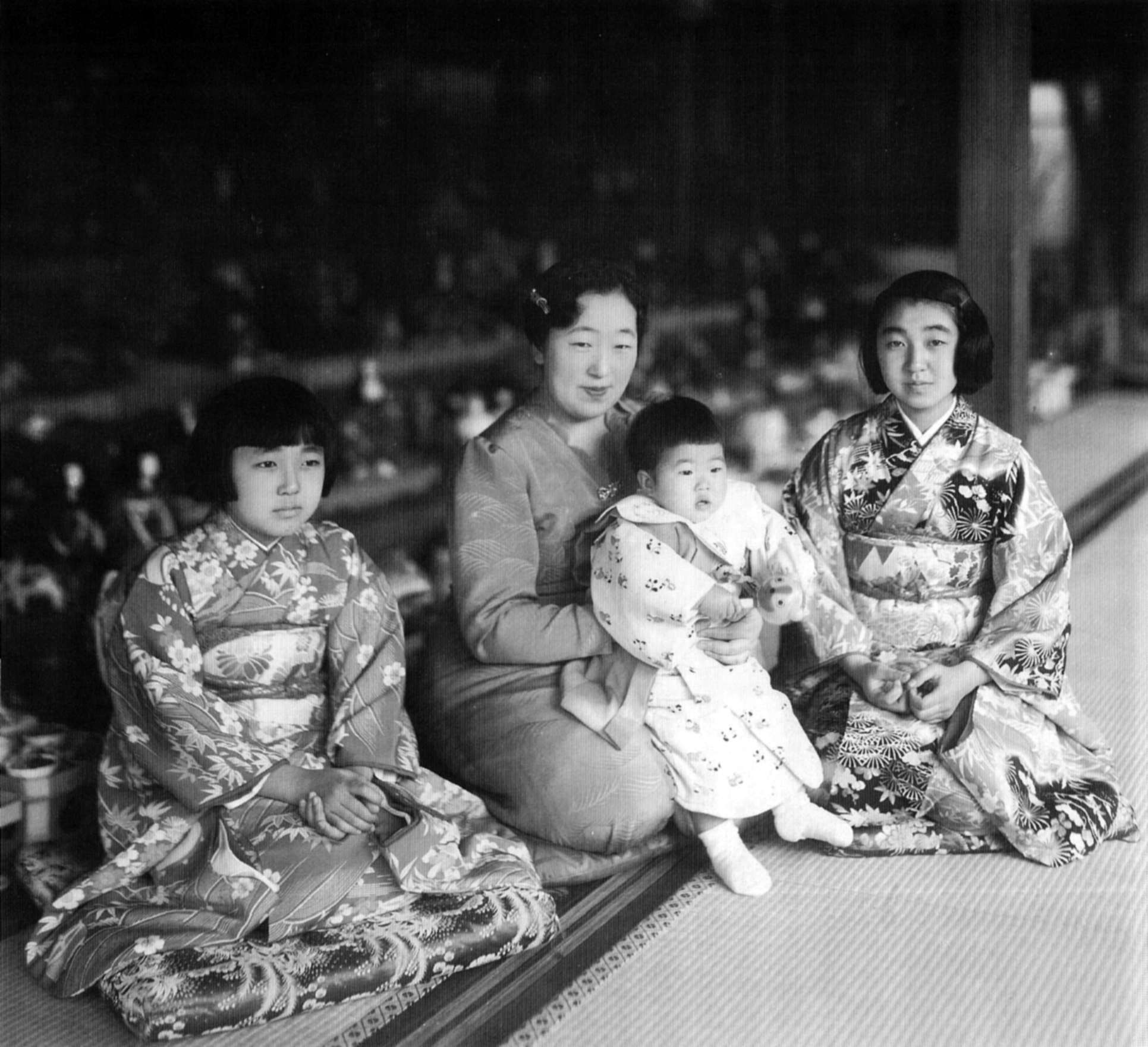
الإمبراطورة كوجون تحضر المهرجان مع بناتها عام 1940

أقدم سجل لعرض الدمى في مهرجان الخَوخ يأتي من عام 1625، لأوكي كو ابنة الإمبراطور غوميزونو. قامت سيدات البلاط الإمبراطوري بإعداد المشاركة في لعب الدمى (雲 行 び ، هينا أسوبي). خلفت أوكي كو والدها كإمبراطورة ميشو، وأصبح اسم هيناماتسوري قانونيًا هو اسم العطلة في عام 1687. بدأ صانعو الدمى في صنع الدمى متقنة للمهرجان (بعضها يصل ارتفاعها إلى 3 أقدام (متر واحد) قبل تمرير القوانين التي تقيد حجمها مع مرور الوقت، تطورت الهينازاكاري لتشمل خمسة عشر دمية وملحقاتها، ومع ارتفاع تكلفة الدمى، تم إضافة طبقات إلى هينادان بحيث يمكن وضع تلك الدمى باهظة الثمن بعيدًا عن متناول الأطفال الصغار.
خلال فترة ميجي عندما بدأت اليابان في التحديث وعاد الإمبراطور إلى السلطة، تم إهمال هيناماتسوري لصالح الأعياد الجديدة التي ركزت على ارتباط الإمبراطور بالأمة، ولكن تم إحياؤها من خلال التركيز على الزواج والعائلات، والآمال والقيم اليابانية : قيل إن الدمى تمثل الإمبراطور والإمبراطورة ؛ كما أنها عززت احترام العرش، ثم امتد العيد إلى بلدان أخرى عبر الشتات الياباني، على الرغم من أنه لا يزال محصوراً في مجتمعات المهاجرين اليابانيين وأحفادهم.

## الوصف
كان المهرجان يُعرف تقليديًا باسم مهرجان الخوخ (桃の節句 Momo no Sekku) ، حيث تبدأ أشجار الخوخ عادة بالازهار في ذلك الوقت.  على الرغم من أن هذا لم يعد صحيحًا منذ التحول إلى التواريخ الغريغورية، إلا أن الاسم لا يزال يرمز للمهرجان.  يختلف ترتيب وضع الدمى الفعلي من اليسار إلى اليمين وفقًا لتقاليد الأسرة وموقعها، لكن ترتيب الدمى لكل مستوى هو نفسه. تقليدياً، كان من المُفترض أن يتم هدم الدمى بعد يوم من هيناماتسوري، فالخرافة تقول هي أن ترك الدمى بعد ذلك اليوم ستؤدي إلى زواج متأخر للإبنة، لكن بعض العائلات قد تتركها طوال شهر مارس بأكمله. من الناحية العملية، فإنه يتم التشجيع على وضع كل شيء بعيداً لتجنب موسم الأمطار والرطوبة الذي يتبع مهرجان هينامتسوري. تاريخياً، كانت الدمى تستخدم كألعاب للأطفال، ولكن في العصر الحديث أصبحت مُخصصة للعرض فقط. يتوقف عرض هذه الدمى للفتيات التي تصل أعمارهم إلى 10 سنوات. تقام الاحتفالات في جميع أنحاء البلاد، حيث يصنع المشاركون دمى من الورق أو القش وفي النهاية يرسلونها على متن قارب أسفل النهر، حيث يحملون معهم الخطايا والآثام .

## معرض الصور

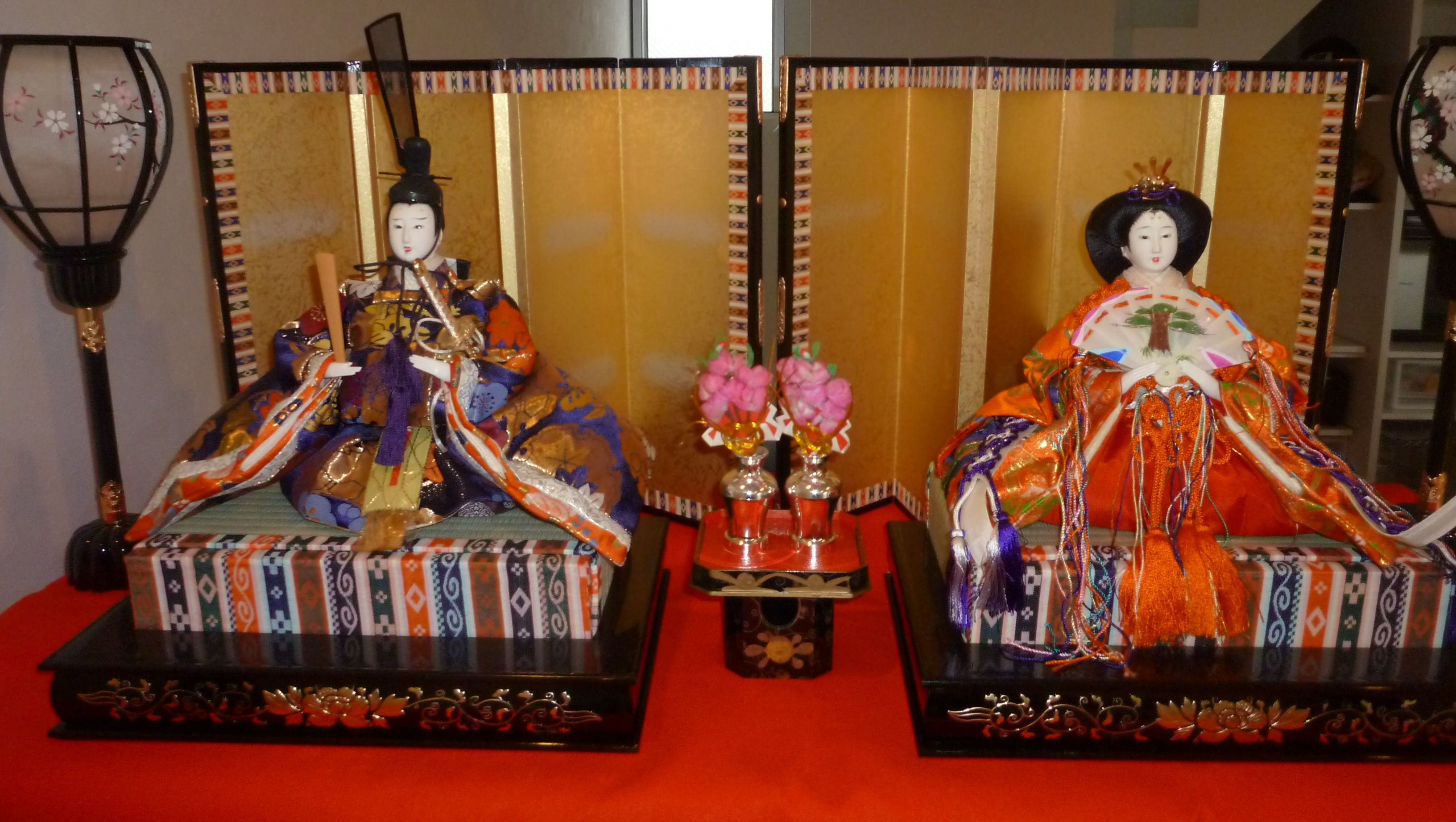
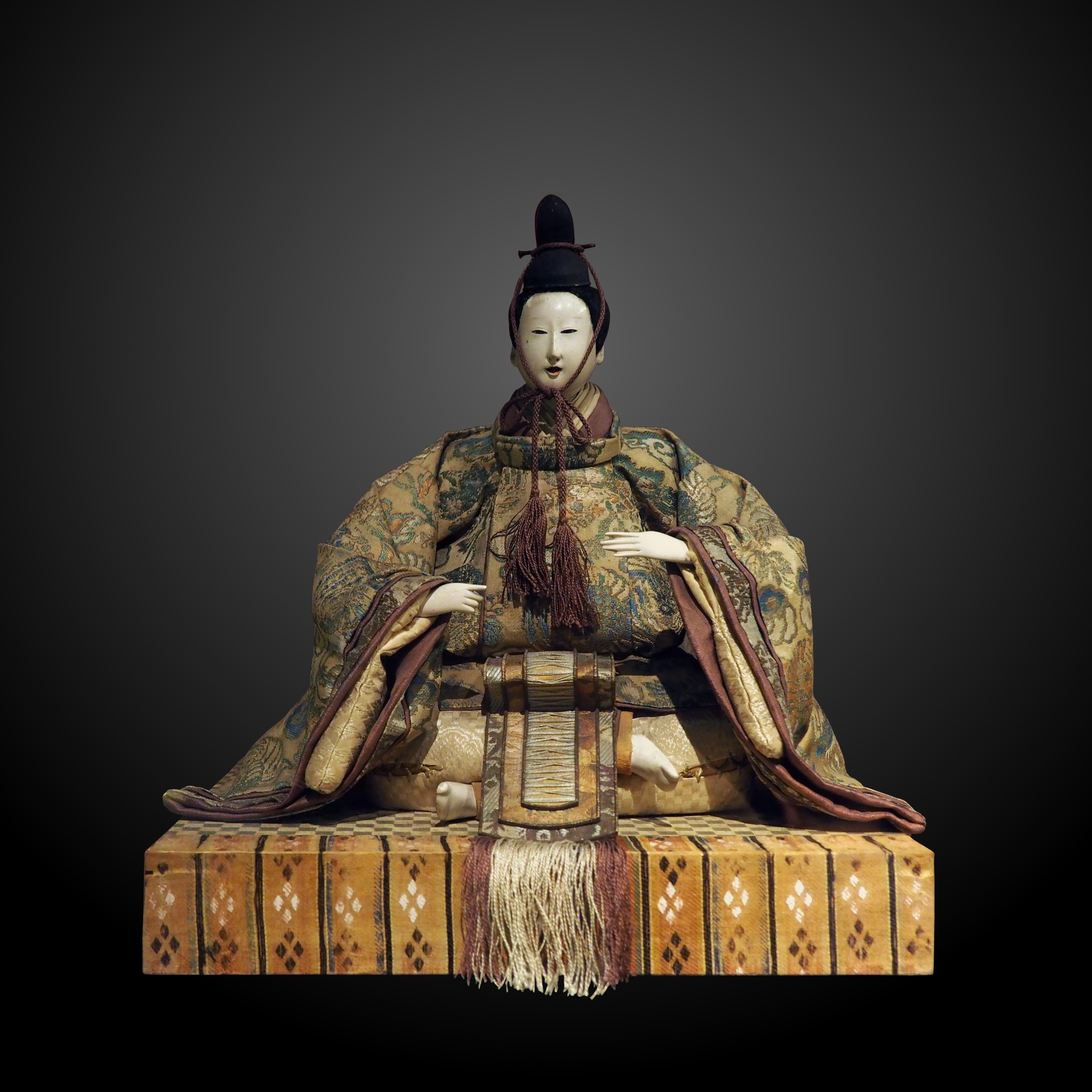
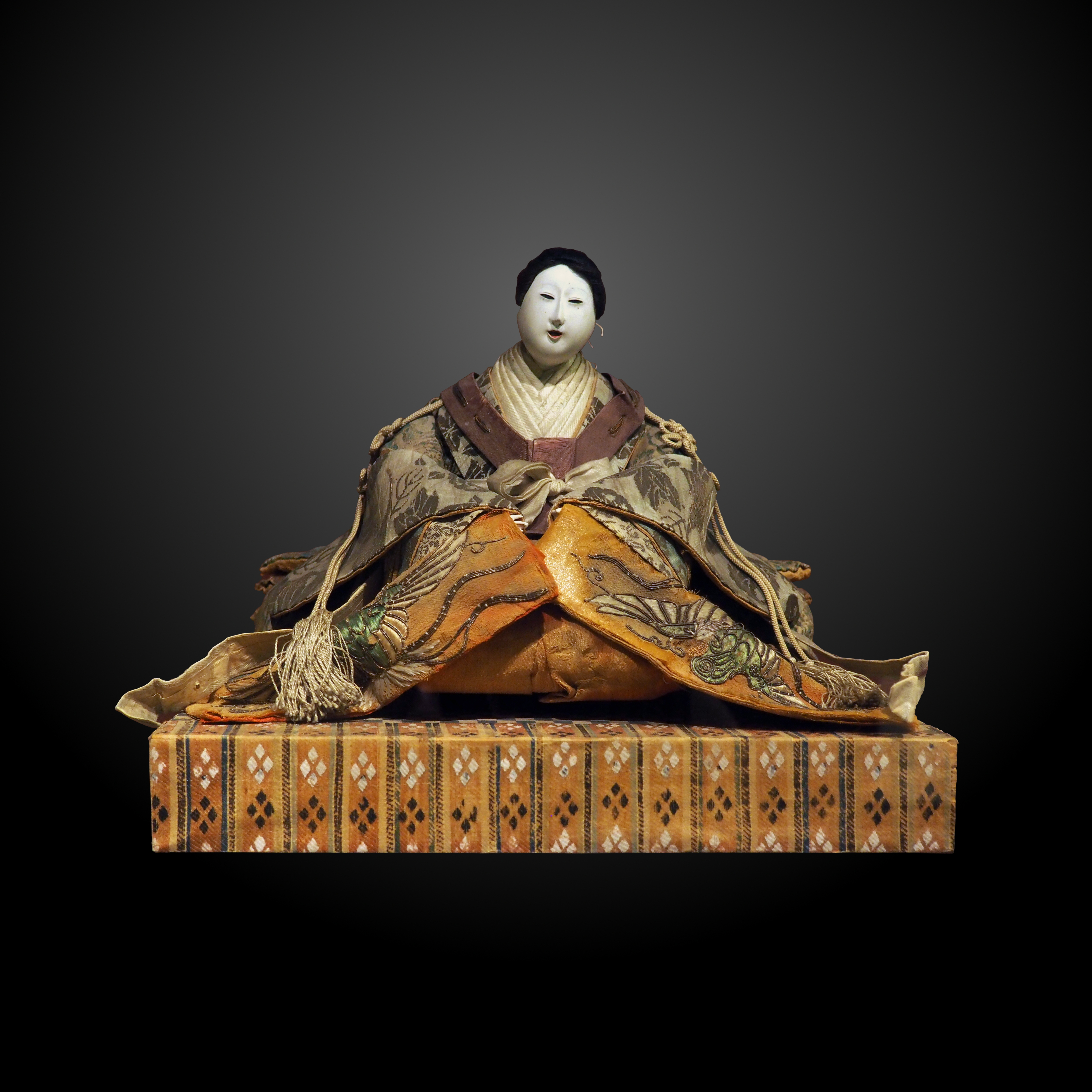
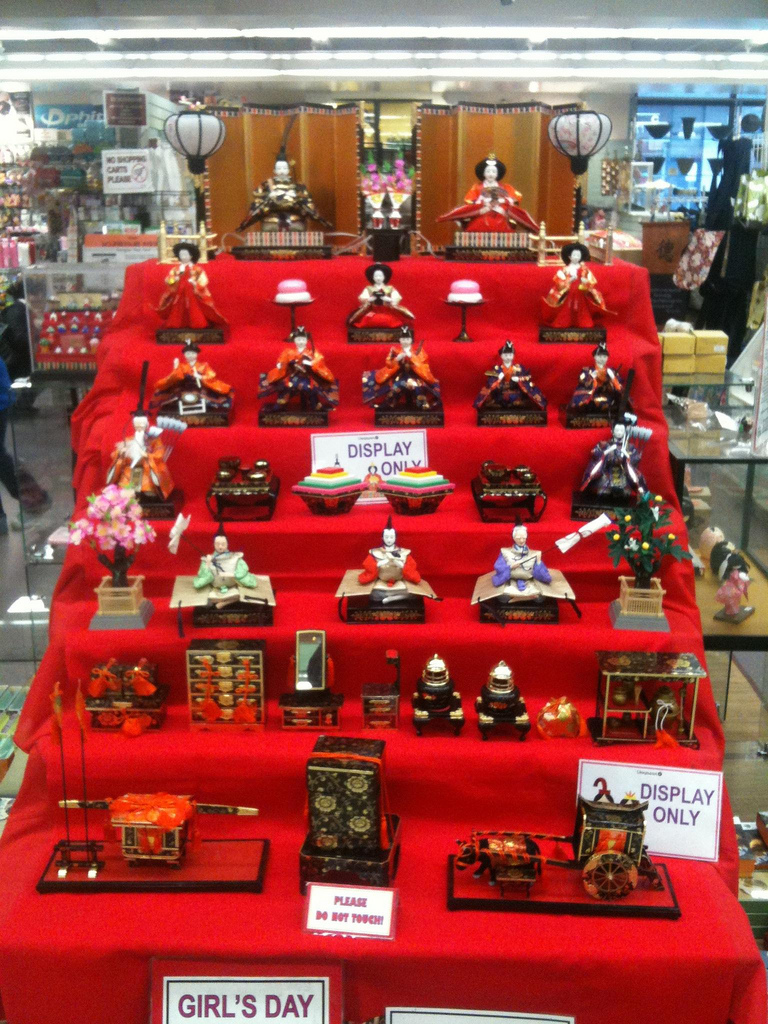

## روابط خارجية
- هيناماتسوري (مهرجان الدمية)
- هيناماتسوري في سادو، نيجاتا، اليابان (مهرجان الدمية)
- فيديو عن هيناماتسوري (يوم الفتيات هيناماتسوري | مهرجان الدمية)